# 十字回族苗族乡
十字回族苗族乡是中华人民共和国贵州省安顺市平坝区下辖的一个民族乡。

## 行政区划
十字回族苗族乡下辖以下村级行政区划单位：
十字村、云盘村、青山村、簸箕坝村、大院村、大坝村、九甲村、半坡村、龙昌村、前所村、沙戈村、摆捞村、谷豹村、金家坝村、老云村、中寨村、罗院村、四甲村、大坪村、墨翁村和竹山村。